# Massimo De Ambrosis
Massimo De Ambrosis (Roma, 14 luglio 1964) è un doppiatore, dialoghista e direttore del doppiaggio italiano.
È figlio dell'attore e doppiatore Luciano De Ambrosis.

## Biografia
Incomincia la carriera nel doppiaggio nel 1974, quando viene chiamato da Gualtiero De Angelis per un turno nella Safa-palatino, nonostante l'assoluto diniego del padre. Dopo aver conseguito il diploma di liceo scientifico e svolto il servizio militare, entra nel Laboratorio di esercitazioni sceniche di Roma diretto da Gigi Proietti e dopo due anni di corso comincia subito dopo a lavorare in teatro, recitando ne I sette re di Roma (1989) con lo stesso Proietti e diretto da Pietro Garinei, per il quale tra il 1991 e il 1992 recita in due spettacoli tratti da drammi di autori statunitensi, il primo con Gianfranco D'Angelo e il secondo con Johnny Dorelli, Carmen Scarpitta e Néstor Garay.
Ha avuto anche esperienze come attore televisivo: da ricordare una parte in Casa dolce casa, sit-com di Canale 5 dei primi anni novanta (in cui interpretava Filippo, un giovane nobile che diviene genero di Gianfranco D'Angelo, con cui parteciperà anche in Fantastico), oltre alla lettura in studio di vari estratti da testi politici, citazioni di frammenti di dichiarazioni o di discorsi pubblici per La notte della Repubblica di Sergio Zavoli.
È il doppiatore italiano di Edward Norton, Owen Wilson, Matthew Perry, Josh Lucas, Jason Sudeikis e Jason Bateman. Inoltre ha occasionalmente doppiato Ben Stiller, David Duchovny, Don Cheadle, Craig Sheffer, Billy Zane, James Van Der Beek e altri. Ha anche doppiato l'attore Jason Wiles nel telefilm Third Watch che interpreta Maurice Boscorelli. È anche la voce di Matthew Perry in Friends (nel ruolo di Chandler Bing), e di Douglas Henshall che interpreta l'ispettore Jimmy Perez nella serie televisiva Shetland.
A partire dalla quarta stagione di House of Cards - Gli intrighi del potere e dalla sesta stagione di The Middle, è diventato la nuova voce di Corey Stoll e di Neil Flynn (nei ruoli di Peter Russo e Mike Heck) in sostituzione dello scomparso Vittorio De Angelis.
Inoltre presta la propria voce a Nick Stokes in CSI: Scena del crimine, Simon Walker in Alias, Aidan Gillen ne Il Trono di Spade, Jason Bateman in Ozark, Spike Spiegel in Cowboy Bebop, Bob Dunacan in Buona fortuna Charlie, Eikichi Onizuka in Great Teacher Onizuka, Sha Gojyo in Saiyuki, Leorio in Hunter × Hunter, Nicholas D. Wolfwood in Trigun e Trigun: Badlands Rumble, Haran Banjo nel ridoppiaggio di Daitarn 3, Kenshiro in Ken il guerriero - La trilogia, Yutas in Abenobashi e di Alfonso Lara in Paso adelante e Astronauta in Zathura - Un'avventura spaziale. Ha doppiato anche Vegeta, nei film di Dragon Ball Z doppiati dalla Dynit. Dal 2019 sostituisce Fabrizio Vidale come voce di Owen nella serie animata canadese A tutto reality.
Ha vinto il "Premio Voce maschile - Cartoni animati" al Gran Galà del Doppiaggio 2004.
È sposato con l'assistente di doppiaggio Elena Masini. Hanno due figli, Daniele e Luca, anch'essi doppiatori.

## Doppiaggio

### Film
- Edward Norton in Il giocatore - Rounders, Fight Club, Il velo dipinto, The Illusionist - L'illusionista, Red Dragon, Down in the Valley, American History X, Moonrise Kingdom - Una fuga d'amore, Grand Budapest Hotel, Collateral Beauty, The French Dispatch of the Liberty, Kansas Evening Sun, Asteroid City
- Owen Wilson in 2 cavalieri a Londra, Starsky & Hutch, Il giro del mondo in 80 giorni, Le avventure acquatiche di Steve Zissou, 2 single a nozze - Wedding Crashers, Il treno per il Darjeeling, Gli stagisti, Tutto può accadere a Broadway, Wonder
- Jason Sudeikis in Libera uscita, Come ammazzare il capo... e vivere felici, Comic Movie, Come ti spaccio la famiglia, Come ammazzare il capo 2, Masterminds - I geni della truffa, Downsizing - Vivere alla grande, Kodachrome
- Steve Carell in Una settimana da Dio, Un'impresa da Dio, Little Miss Sunshine, L'amore secondo Dan, Agente Smart - Casino totale, Crazy, Stupid, Love, Il matrimonio che vorrei, Benvenuti a Marwen
- Michael Shannon in High Crimes - Crimini di stato, 8 Mile, The Woodsman - Il segreto, Senza freni, Midnight Special - Fuga nella notte, Swing - Cuori da campioni, The Bikeriders
- Cliff Curtis in Deep Rising - Presenze dal profondo, Virus, Sunshine, Risorto, Shark - Il primo squalo, Shark 2 - L'abisso
- Matthew Perry in FBI: Protezione testimoni, FBI: Protezione testimoni 2, Tutta colpa di Sara, 17 Again - Ritorno al liceo
- Josh Lucas in American Psycho, Il mistero dell'acqua, Un giorno rosso sangue, Stealth - Arma suprema, Il vento del perdono
- Luke Wilson in Duetto a tre, I Tenenbaum, Blades of Glory - Due pattini per la gloria, Henry Poole - Lassù qualcuno ti ama, Horizon: An American Saga - Capitolo 1
- Scott Caan in Ocean's Eleven - Fate il vostro gioco, Ocean's Twelve, Ocean's Thirteen
- Rory Kinnear in Quantum of Solace, Spectre, Codice criminale, No Time to Die
- Jason Statham in Crank, Crank: High Voltage, Killer Elite
- Samy Naceri in Taxxi, Taxxi 2, Taxxi 3, Taxxi 4
- Jason Bateman in Juno, Hancock, Ozark, Air - La storia del grande salto
- Ron Livingston in Mai dire sempre, Tully, Arrivederci professore, The Flash
- Donnie Wahlberg in Saw II - La soluzione dell'enigma, Saw III - L'enigma senza fine, Saw IV
- Mark Strong in RocknRolla, Sherlock Holmes, Lanterna Verde, Miss Sloane - Giochi di potere, Rapina a Stoccolma, Shazam!, Shazam! Furia degli dei
- Jeremy Northam in Happy, Texas, Bobby Jones - Genio del golf, Freud - L'ultima analisi
- Cary Elwes in Operation Fortune, Mission: Impossible - Dead Reckoning, Mission: Impossible - The Final Reckoning
- Nick Offerman in Love & Secrets, Civil War
- Dermot Mulroney in Per amore... dei soldi, Scream VI, Tutti tranne te
- Sean Rogerson in ESP - Fenomeni paranormali, ESP² - Fenomeni paranormali
- Jason Isaacs in Fine di una storia, L'arma dell'inganno - Operation Mincemeat
- Matthew Macfadyen in La famiglia Von Trapp - Una vita in musica, Edison - L'uomo che illuminò il mondo
- Gerard Butler in La dura verità,Timeline - Ai confini del tempo
- Michael Trucco in The Bye Bye Man, Hunter Killer - Caccia negli abissi
- Thomas Lennon in Che cosa aspettarsi quando si aspetta, Unfrosted - Storia di uno snack americano
- Sean Astin in Rudy - Il successo di un sogno, Colpi d'amore
- Jack Black in La storia infinita 3
- D. B. Sweeney in Hardball
- Rob Schneider in Demolition Man
- Tom Green in 110 e frode
- Dax Shepard in Zathura - Un'avventura spaziale
- Eddie Izzard in L'ombra del vampiro
- Taye Diggs in Equilibrium
- Jason Segel in Non mi scaricare, I Muppet, I Love You Man
- Jon Bon Jovi in Il cacciatore delle tenebre
- Jon Stewart in Big Daddy - Un papà speciale
- Antonio Banderas in Philadelphia
- Harold Perrineau in L'urlo dell'odio
- François-Xavier Demaison in Per sfortuna che ci sei
- Martin Freeman in Guida galattica per autostoppisti
- Mike Vogel in Non aprite quella porta
- James Van Der Beek in Le regole dell'attrazione
- Ramzy Bédia in Dream Team
- Chris O'Dowd in Thor: The Dark World
- Michael Caine in Dunkirk
- Robert Downey Jr. in The Singing Detective
- Dane Cook in Tutte pazze per Charlie
- Jason Gedrick in Fuoco assassino
- Jay Mohr in La notte non aspetta, Hereafter
- David Wenham in Moulin Rouge!
- Peter Facinelli in I ragazzi della mia vita
- Jackie Chan in In fuga per Hong Kong
- Kevin Corrigan in Billy Bathgate - A scuola di gangster
- Nick Swardson in Cambia la tua vita con un click
- Chris Marroy in Angry Games - La ragazza con l'uccello di fuoco
- Barry Pepper ne Il miglio verde
- Danny Burstein in Transamerica
- Geoffrey Blake in Forrest Gump
- Lenny von Dohlen in Mamma, ho preso il morbillo
- Peter Sarsgaard in La maschera di ferro
- Jeffrey Donovan in J. Edgar
- Ryan Hurst in Salvate il soldato Ryan
- Brent Barry in Jerry Maguire
- Karel Dobrý in Mission: Impossible
- Douglas Henshall in Dorian Gray
- Bruce Campbell in Spider-Man
- Bradley Cooper in A casa con i suoi
- Daniel Gillies in Spider-Man 2
- Leland Orser in Taken 3 - L'ora della verità
- Vincent Gale in Firewall - Accesso negato
- Peter MacNicol in Un genio in pannolino
- Kyle Chandler in Scomodi omicidi, Godzilla II - King of the Monsters, Godzilla vs. Kong
- Carlos Jacott in Dick & Jane - Operazione furto
- Paul Braunstein in Saw Legacy
- Kent Faulcon in Men in Black
- Victor Cornfoot in Il lupo e il leone
- David Lewis in La bambola assassina
- Jason Lee in Windfall[5]
- Kristoffer Polaha in Wonder Woman 1984
- Tracy Letts in Acque profonde
- Christoph Waltz in Big Eyes
- Enrique Arce in On the Line
- Noah Emmerich in The Good Nurse
- Matt Stone in Baseketball
- Adil Hussain in Dolci e spezie dall'India
- Will Ferrell in Le ragazze della Casa Bianca
- Don Harvey in Hudson Hawk - Il mago del furto, Il distintivo di vetro, Gangster Land
- Andy Garcia in La furia di un uomo - Wrath of Man
- Rich Sommer in Una famiglia vincente - King Richard
- Tracy Wiles in La probabilità statistica dell'amore a prima vista
- Paul Rhys in Napoleon
- Brian Kurlander in Muti - The Ritual Killer
- Stuart McQuarrie in Wonder: White Bird
- Pablo Chiapella in El Campeón
- Édgar Ramírez in Borderlands
- Rob Delaney in Tom & Jerry
- William Fichtner in Contact
- Wojciech Mecwaldowski in Il divorzio
- Lee Sung-jae in Carter
- Laurent Lucas in La donna di nessuno
- Peter Bryant in Longlegs
- Adrian Dunbar in Ops! È già Natale
- Peter Hans Benson in Oh, Canada - I tradimenti
- P. J. Byrne in A Complete Unknown
- Douglas Hodge in We Live in Time - Tutto il tempo che abbiamo
- Sabri Özmener in Memories
- Jason Patric in Armor
- Bill Camp in Le notti di Salem
- Marcel Hensema in IHostage
- Tom Clarkson in F1 - Il film
- Ferdi Stofmeel in Almost Cops

### Film d'animazione
- Vegeta in Dragon Ball Z - L'invasione di Neo Namek, Dragon Ball Z - I tre Super Saiyan, Dragon Ball Z - Il Super Saiyan della leggenda, Dragon Ball Z - La minaccia del demone malvagio, Dragon Ball Z - Il diabolico guerriero degli inferi, Dragon Ball Z - L'eroe del pianeta Conuts, Dragon Ball Z - Le origini del mito, Dragon Ball Z - La storia di Trunks (primo doppiaggio) (Dynit), Dragon Ball Z - La battaglia degli dei e Dragon Ball Z - La resurrezione di 'F' (Lucky Red)
- Heinz Beckner in Memories
- Trombino in South Park - Il film: più grosso, più lungo & tutto intero
- Stu Pickles ne I Rugrats a Parigi - Il film
- Kazuya Mishima in Tekken - The Animation
- Freddy Jones in Scooby-Doo e gli invasori alieni
- Spike Spiegel in Cowboy Bebop - Il film
- Ferrarin in Porco Rosso
- Darwin in La famiglia della giungla
- Lewa in Bionicle: Mask of Light
- Tolomeo in Alexander - The Movie
- Action Man in Action Man X Missions - Il film
- Kronk ne Le follie di Kronk
- Francois in Ratatouille
- Il sindaco Shelbourne in Piovono polpette
- Coach Skip in Fantastic Mr. Fox
- Puffo Forzuto ne I Puffi, I Puffi 2
- Cecil in Il segreto di NIMH 2 - Timmy alla riscossa
- Nicholas D. Wolfwood in Trigun: Badlands Rumble
- Chris in Lupin e le profezie di Nostradamus (secondo doppiaggio)
- Kopponen ne Le avventure di Taddeo l'esploratore
- Dott. Santiago in Dino e la macchina del tempo
- Honjō in Si alza il vento
- Mordicchio ne Il colpo grosso di Bender
- William Clayton in Tarzan
- Bigfoot/Dr. Harrison in Bigfoot Junior
- Frank Wishbone in Monster Family
- Asterix in Asterix e il segreto della pozione magica
- Oscar in Birba - Micio combinaguai
- Rex ne L'isola dei cani
- Reginald Smith in Galline in fuga - L'alba dei nugget
- Padre di June in Wonder Park
- Rick Mitchell ne I Mitchell contro le macchine
- Justin in Belle
- Sam in Argonuts - Missione Olimpo
- Corvo/Pappagallo in Lizzy e Red - Amici per sempre
- Neon in Rock Dog 3
- Telecronista in Curioso Come George 2: Missione Kayla

### Serie televisive
- Matthew Perry in Friends, Studio 60 on the Sunset Strip, Ally McBeal, Scrubs - Medici ai primi ferri, Mr. Sunshine, Friends: The Reunion
- Ron Livingston in Band of Brothers - Fratelli al fronte, Standoff, Un milione di piccole cose
- Josh Duhamel in Las Vegas, Battle Creek
- Timothy Olyphant in Justified, Santa Clarita Diet
- Jason Sudeikis in Son of Zorn, Ted Lasso
- Enrique Javier Arce Temple in La casa di carta
- Jason O'Mara in Agents of S.H.I.E.L.D.
- Neil Flynn in The Middle
- Joseph C. Phillips in I Robinson
- Jason Wiles in Squadra emergenza
- Alfonso Lara in Paso adelante
- Bailey Chase in Criminal Minds
- Peter Jacobson in Fear the Walking Dead
- Philip Winchester in Law & Order - Unità vittime speciali
- Nathan Fillion in Desperate Housewives
- Justin Theroux in Alias
- Aidan Gillen in Il Trono di Spade
- Jeremy Renner in The Unusuals - I soliti sospetti
- Alan van Sprang in I Tudors
- Gérard Vives in Le ragazze della porta accanto
- George Eads in CSI - Scena del crimine
- Serhat Cokgezen in Hamburg Distretto 21
- Clark Johnson in Homicide
- Jerry O'Connell in Crossing Jordan
- Daniel Suniata in Graceland
- Noah Wyle in The Librarians
- Jason Bateman in Ozark
- Joseph Minoso in Chicago Fire
- Gedeon Burkhard in La piovra 7 - Indagine sulla morte del commissario Cattani
- Douglas Henshall in Shetland
- Jamie Demetriou in The Great
- Roger R. Cross in Coroner
- Rupert Friend in Obi-Wan Kenobi
- Kürşat Alnıaçık in Endless Love
- Marcelo Cosentino in Perla nera
- Rafael Taibo in Chica vampiro
- Luke Wilson in Stargirl
- David Denman in Eric
- Tobias Licht in Gli specialisti
- Lily Franky in Il regista nudo
- Rich Sommer in In the Dark
- Gustave Kervern in Panda
- Benito Martinez in Station 19
- Kurt Yaeger in Will Trent
- Dallas Roberts in Monsters: la storia di Lyle ed Erik Menendez
- Suke Rimi in The Day of the Jackal
- Laurent Lucas in Attacco al potere - Paris Has Fallen
- Jerry Krause in The Last Dance
- Steve Carell in The Four Seasons

### Serie animate
- Leorio in Hunter × Hunter (1999) e Tonpa in Hunter x Hunter (2011)
- Kronk in A scuola con l'imperatore e House of Mouse - Il Topoclub
- Owen in A tutto reality - Le origini e A tutto reality - L'isola: Il ritorno
- Calculon, Robot diavolo (st. 1), Raoul Inglis, Hiroki e altri personaggi in Futurama[6]
- Tag Sfinimondo (ep. 30.02), Anger Watkins (st. 28), Warburton Parker (ep. 31.01) e Ned Flanders Sr. (epp. 33.6-33.7) ne I Simpson[7]
- Genpachi in Hakkenden - Il branco dei guerrieri leggendari
- Broadway in Gargoyles - Il risveglio degli eroi
- Nelson (1ª voce) in Kangoo
- Jenkins in Starship Troopers - La serie
- Cheetor in Transformers: Beast Machines
- Spike Spiegel in Cowboy Bebop
- Ranger ne Le avventure del bosco piccolo[8]
- Rantanplan ne Le nuove avventure di Lucky Luke
- Yutas in Abenobashi - Il quartiere commerciale di magia
- Eikichi Onizuka in Great Teacher Onizuka (GTO)
- Tolomeo in Alexander - Cronache di guerra di Alessandro il Grande
- Doug in 101 Dalmatian Street
- Ho in Pucca (stagione 3)
- Marte in Piccolo Malabar
- Beef Tobin in The Great North
- Puffo Forzuto ne I Puffi (2021)
- Bryce Fowler in Hit-Monkey
- Agente Yamamoto in Boogiepop Phantom
- Peng Chau in Jentry Chau contro il regno dei demoni
- Teo ne I cieli di Escaflowne
- Tetsu Hayami in Blue submarine no. 6
- Governatore Kevin in Teamo Supremo
- Tsume in Wolf's Rain
- Voce narrante in Curioso come George
- Samael in Mao Dante
- Dal in Strange Dawn
- Sha Gojyo in Saiyuki
- Haran Banjo in L'imbattibile Daitarn 3
- Iketani Koichiro in Initial D
- Senketsu in Kill la Kill
- Dott. Rotwang in Tiger & Bunny
- Nicholas D. Wolfwood in Trigun
- Thors in Vinland Saga
- Zaied in Full Metal Panic
- Hayato Jin in Shin Getter Robo Re:Model
- Trombino in South Park (doppiaggio SEFIT-CDC)
- Alex Row in Last Exile
- Amarao in FLCL
- Fuhito Tamon in Garouden: The Way of the Lone Wolf
- Green Goblin e Hobgoblin in Marvel Super Hero Adventures
- Bud Buckwald in Bordertown
- Il Cavaliere in Charlotte (doppiaggio 2005)
- Josh in Close Enough
- Fungo in Monsters & Co. la serie - Lavori in corso!
- Shredder/George Townsend in I Griffin
- Geoff in Il Fantasma e Molly McGee
- Heiter in Frieren - Oltre la fine del viaggio
- Abijah Fowler in Blue Eye Samurai

### Film TV
- Tim Meadows in Nolan - Come diventare un supereroe
- Noah Wyle in The Librarian - Alla ricerca della lancia perduta, The Librarian 3 - La maledizione del calice di Giuda

### Videogiochi
- Scorza in Alla ricerca di Nemo (2003)[9]
- Soldato #1 e Parlamento in Ghosthunter (2003)[10]
- Saetta McQueen in Cars - Motori ruggenti (2006)[11]
- Tanner in GoldenEye (2010)[12]
- Asterix in Asterix & Obelix XXL 3: The Crystal Menhir (2019)[13]
- Mercante di tinta bianco in Ghost of Tsushima (2020)[14]
- Jedi temerario e altre voci in Star Wars Jedi: Survivor (2023)[15]
- Cedric e Lo in Stellar Blade (2024)[16]
- Funzionario governativo con Neil in Death Stranding 2: On The Beach (2025)[17]

### Documentari
- Narratore in Passaggio a Nord Ovest, 'Dimmi di Sic, Dittatori del Novecento
- Per la Rai doppia la voce di James May nei suoi programmi di divulgazione scientifica, e sempre per la Rai ha narrato un documentario dedicato alle nuove e tecnologiche metropolitane artistiche di Napoli.

## Filmografia
- Inverno al mare, regia di Silverio Blasi – miniserie TV (1982)
- Fantastico - varietà (1991)
- Casa dolce casa – serie TV (1993)
- Casa Vianello – serie TV, 1 episodio (1993)

## Teatro
- I sette re di Roma di Luigi Magni, regia di Pietro Garinei, musiche di Nicola Piovani, prima al Teatro Sistina di Roma il 14 febbraio 1989.
- Niente sesso, siamo inglesi di Anthony Marriott e Alistair Foot, regia di Pietro Garinei (1991)
- Una bottiglia piena di ricordi di Keith Waterhouse, regia di Pietro Garinei, Teatro Eliseo di Roma (1992)